# Stypandra glauca
Stypandra glaucaes una especie de planta perenne, rizomatosa, dentro de la familia Xanthorrhoeaceae. Es originaria de Australia

## Descripción
Es una hierba perennifolia con mechones de > 1 m de ancho en la base; a menudo florece cuando  alcanza los 30 cm de altura, y es parecida a un arbusto en las temporadas siguientes, por lo general llega a los 1,5 m de altura. Las hojas de 0.5-15 mm de ancho. Las flores con tépalos de 8-16 mm de largo, de color azul oscuro a blanco. Anteras 1-2 mm de largo. El fruto es una cápsula obovoide de 3-12 mm de largo; con semillas 1.5-3 mm de largo.

## Distribución y hábitat
Crece en el bosque esclerófilo y está muy extendida, especialmente en la mitad oriental del estado de Queensland.

## Taxonomía
Stypandra glauca fue descrita por Robert Brown y publicado en Prodromus Florae Novae Hollandiae 279, en el año 1810.
Sinonimia
- Arthropodium glaucum (R.Br.) Spreng.
- Arthropodium imbricatum (R.Br.) Spreng.
- Stypandra frutescens Knowles & Westc.
- Stypandra glauca var. grandiflora (Lindl.) Baker
- Stypandra glauca var. minor F.Muell.
- Stypandra glauca var. propinqua (A.Cunn. ex Hook.) Baker
- Stypandra graminea Gand.
- Stypandra grandiflora Lindl.
- Stypandra laeta Gand.
- Stypandra latifolia Gand.
- Stypandra propinqua A.Cunn. ex Hook.
- Stypandra scoparia Endl.
- Stypandra virgata Endl.[3]